# Lista de prefeitos de Erechim

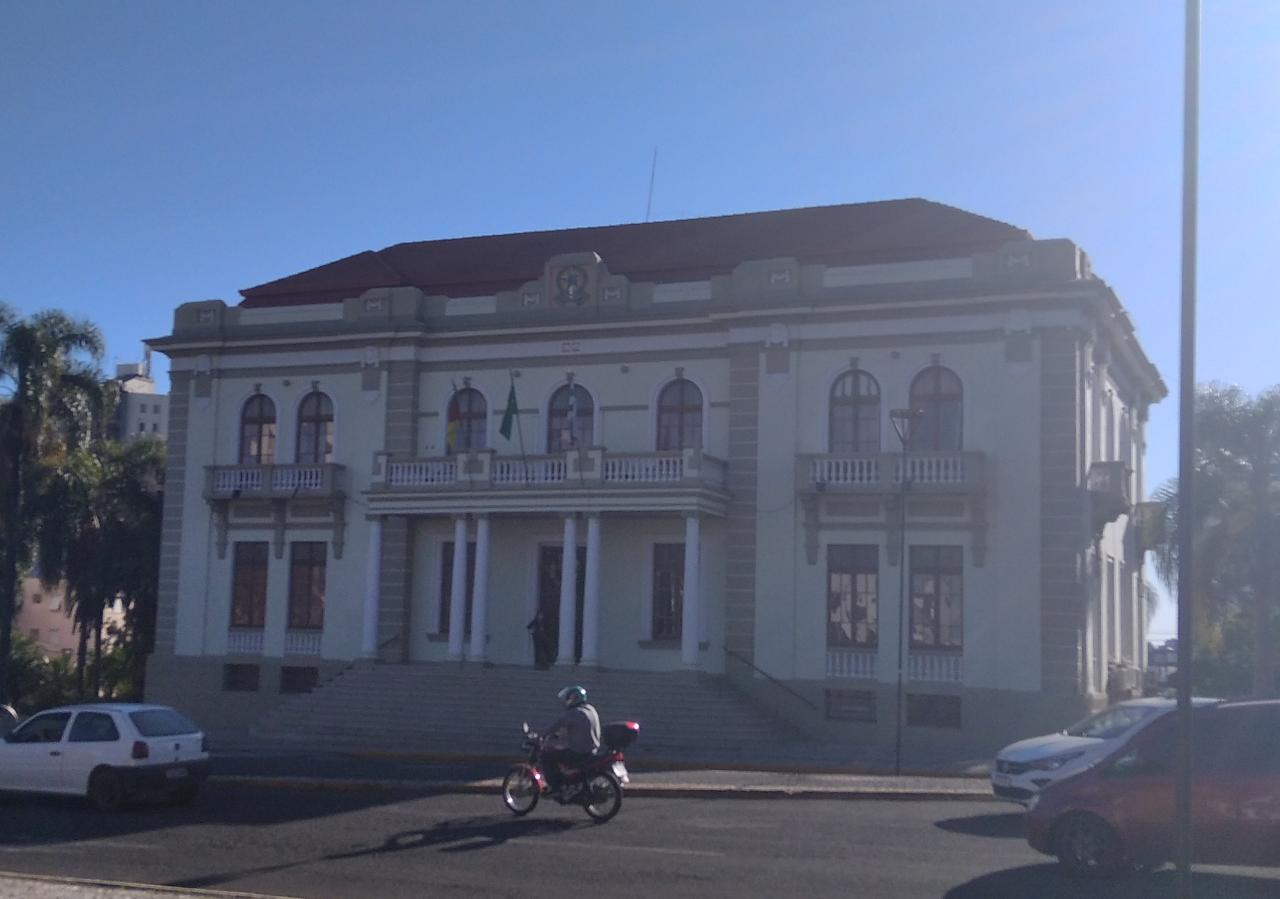
Atual sede da prefeitura municipal de Erechim.

Esta é a lista de prefeitos e vice-prefeitos de Erechim, município brasileiro do interior do estado do Rio Grande do Sul, que foram promovidos após a emancipação política da cidade, decretada em 30 de abril de 1918.
Antes de 1930, os municípios brasileiros eram dirigidos pelos presidentes das câmaras municipais, também chamados de agentes executivos ou intendentes. Somente após a Revolução de 1930 é que foram separados os poderes municipais em executivo e legislativo. O primeiro governante da cidade foi o intendente Ayres Pires de Oliveira, eleito em 18 de junho de 1918. Depois do Decreto nº 4.666, Erechim teve como primeiro representante do poder executivo e prefeito do município Amintas Maciel, eleito em 9 de dezembro de 1930. Em sua homenagem, foi dado o nome de uma das mais importantes avenidas da cidade de Amintas Maciel. Atualmente, a administração municipal se dá pelo poder executivo, poder legislativo e poder judiciário. O primeiro é representado pelo prefeito e seu gabinete de secretários, em conformidade ao modelo proposto pela Constituição Federal.
Erechim teve, em sua história, vinte e dois prefeitos, que ocuparam os mandatos em vinte e sete ocasiões. Os únicos prefeitos a serem reeleitos foram José Mandelli Filho, em 1959; Elói Zanella, em 1988, 2000 e 2004; Paulo Pólis, em 2012 e 2020; e Luiz Francisco Schmidt, em 2016. Zanella é também o prefeito que ficou há mais tempo a frente do cargo, permanecendo por dezoito anos em quatro diferentes mandatos. O atual prefeito é Paulo Pólis, que venceu as eleições de 2020.

## Lista

### Intendentes
| Lista de intendentes do município de Erechim | Lista de intendentes do município de Erechim | Lista de intendentes do município de Erechim | Lista de intendentes do município de Erechim | Lista de intendentes do município de Erechim | Lista de intendentes do município de Erechim |
| -------------------------------------------- | -------------------------------------------- | -------------------------------------------- | -------------------------------------------- | -------------------------------------------- | -------------------------------------------- |
|                                              | Nome                                         | Início do mandato                            | Fim do mandato                               | Ref                                          |                                              |
| 1 (prov.)                                    | Ayres Pires de Oliveira                      | 18 de junho de 1918                          | 6 de setembro de 1918                        | [ 1 ]                                        |                                              |
| 2 (prov.)                                    | Carlos Heitor de Azevedo                     | 6 de setembro de 1918                        | 6 de maio de 1919                            | [ 1 ]                                        |                                              |
| 3 (prov.)                                    | Amado da Fonseca Fagundes                    | 6 de maio de 1919                            | 29 de março de 1920                          | [ 1 ]                                        |                                              |
| 1 (eleito)                                   | Amado da Fonseca Fagundes                    | 29 de março de 1920                          | 31 de março de 1921                          | [ 1 ]                                        |                                              |
| 4 (prov.)                                    | Nelson Pereira Ehlers (PRR)                  | 31 de março de 1921                          | 5 de fevereiro de 1923                       | [ 1 ]                                        |                                              |
| 5 (prov.)                                    | Celestino Souza Franco                       | 5 de fevereiro de 1923                       | 25 de setembro de 1923                       | [ 1 ]                                        |                                              |
| 6 (prov.)                                    | Renato Pereira Gomes                         | 24 de setembro de 1923                       | 7 de setembro de 1924                        | [ 1 ]                                        |                                              |
| 2 (eleito)                                   | Pedro Pinto de Souza                         | 7 de setembro de 1924                        | 7 de setembro de 1928                        | [ 1 ]                                        |                                              |
| 3 (eleito)                                   | Atilano Machado                              | 7 de setembro de 1928                        | 9 de dezembro de 1930                        | [ 1 ]                                        |                                              |

### Prefeitos

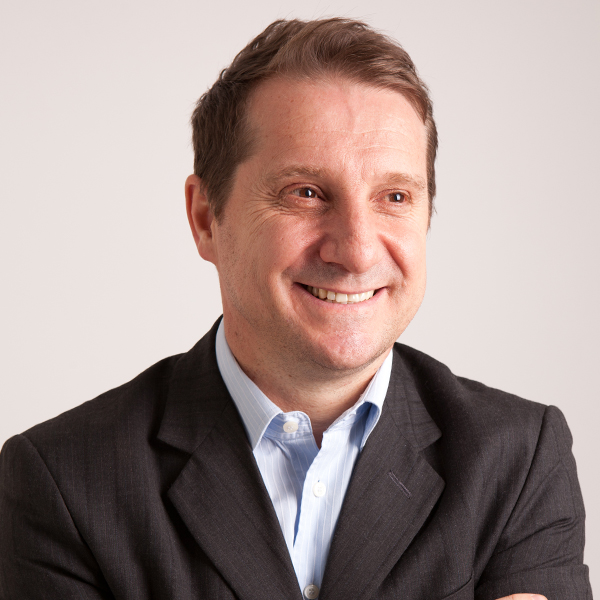
Paulo Pólis (foto) foi eleito prefeito em 2008, 2012 e 2020.

| Lista de prefeitos do município de Erechim | Lista de prefeitos do município de Erechim | Lista de prefeitos do município de Erechim | Lista de prefeitos do município de Erechim      | Lista de prefeitos do município de Erechim | Lista de prefeitos do município de Erechim | Lista de prefeitos do município de Erechim                    | Lista de prefeitos do município de Erechim |
| ------------------------------------------ | ------------------------------------------ | ------------------------------------------ | ----------------------------------------------- | ------------------------------------------ | ------------------------------------------ | ------------------------------------------------------------- | ------------------------------------------ |
| N°                                         | Nome                                       | Partido                                    | Vice-prefeito                                   | Início do mandato                          | Fim do mandato                             | Observações                                                   | Ref                                        |
| 1                                          | Amintas Maciel                             | PRL                                        | —                                               | 9 de dezembro de 1930                      | 19 de novembro de 1934                     | Prefeito nomeado pelo Governador do Estado Flores da Cunha    | [ 8 ]                                      |
| 2                                          | Egídio de Almeida e Souza                  | PRL                                        | —                                               | 20 de novembro de 1934                     | 20 de julho de 1936                        | Prefeito nomeado pelo Governador do Estado Flores da Cunha    | [ 8 ]                                      |
| 3                                          | Carlos Reichmann                           | PRL                                        | —                                               | 21 de julho de 1936                        | 23 de julho de 1936                        | Prefeito interino                                             | [ 1 ]                                      |
| 4                                          | Germano Hoffmann                           | PRL                                        | —                                               | 29 de julho de 1936                        | 1º de agosto de 1936                       | Prefeito interino                                             | [ 1 ]                                      |
| 5                                          | José Carlos Milano                         | PTC                                        | —                                               | 19 de agosto de 1936                       | 22 de fevereiro de 1938                    | Prefeito eleito indiretamente pela Câmara de Vereadores       | [ 1 ]                                      |
| 6                                          | Henrique Continentino Córdova              | PP                                         | —                                               | 16 de março de 1938                        | 6 de outubro de 1938                       | Prefeito nomeado pelo Governador do Estado Cordeiro de Farias | [ 1 ]                                      |
| 7                                          | Jerônimo Teixeira de Oliveira              | PP                                         | —                                               | 27 de outubro de 1939                      | 11 de maio de 1946                         | Prefeito nomeado pelo Governador do Estado Cordeiro de Farias | [ 1 ]                                      |
| 8                                          | Américo Godói Ilha                         | PSD                                        | —                                               | 12 de maio de 1946                         | 5 de dezembro de 1946                      | Prefeito nomeado pelo Governador do Estado Pompílio Fernandes | [ 1 ]                                      |
| 9                                          | João Pereira                               | PDC                                        | —                                               | 26 de dezembro de 1946                     | 21 de janeiro de 1947                      | Prefeito interino                                             | [ 1 ]                                      |
| 10                                         | Aldo Arioli                                | PSD                                        | —                                               | 5 de março de 1947                         | 14 de outubro de 1947                      | Prefeito nomeado pelo Governador do Estado Pompílio Fernandes | [ 8 ]                                      |
| 11                                         | Nelcindo de Andrade Hoffmann               | PDC                                        | —                                               | 22 de outubro de 1947                      | 31 de dezembro de 1947                     | Prefeito interino                                             | [ 1 ]                                      |
| 12                                         | Angelo Emílio Grando                       | PSD                                        | Aldo Arioli                                     | 1º de janeiro de 1948                      | 31 de dezembro de 1951                     | Prefeito e vice eleitos em sufrágio universal                 | [ 1 ]                                      |
| 13                                         | José Mandelli Filho                        | PTB                                        | João Caruso                                     | 1º de janeiro de 1952                      | 31 de dezembro de 1955                     | Prefeito e vice eleitos em sufrágio universal                 | [ 1 ]                                      |
| 14                                         | Carlos Irineu Pieta                        | PSD                                        | Pedro Alexandre Zaffari                         | 1º de janeiro de 1956                      | 31 de dezembro de 1959                     | Prefeito e vice eleitos em sufrágio universal                 | [ 1 ]                                      |
| 15                                         | José Mandelli Filho                        | PTB                                        | Pedro Alexandre Zaffari (PTB)                   | 1º de janeiro de 1960                      | 31 de dezembro de 1963                     | Prefeito e vice eleitos em sufrágio universal                 | [ 9 ]                                      |
| 16                                         | Eduardo Pinto                              | ARENA                                      | Domingos Menegatti                              | 1º de janeiro de 1964                      | 2 de fevereiro de 1969                     | Prefeito e vice eleitos em sufrágio universal                 | [ 1 ]                                      |
| 17                                         | Irany Jaime Farina                         | MDB                                        | Aristides Agostinho Zambonatto                  | 3 de fevereiro de 1969                     | 31 de janeiro de 1973                      | Prefeito e vice eleitos em sufrágio universal                 | [ 10 ]                                     |
| 18                                         | Aristides Agostinho Zambonatto             | MDB                                        | Olímpio Tormen                                  | 31 de dezembro de 1973                     | 31 de janeiro de 1977                      | Prefeito e vice eleitos em sufrágio universal                 | [ 11 ]                                     |
| 19                                         | Elói João Zanella                          | ARENA                                      | Sidney Guerra                                   | 1º de fevereiro de 1977                    | 1º de fevereiro de 1983                    | Prefeito e vice eleitos em sufrágio universal                 | [ 12 ]                                     |
| 20                                         | Jayme Luiz Lago                            | PDS                                        | Arlindo Madalozzo                               | 1º de fevereiro de 1983                    | 1º de janeiro de 1989                      | Prefeito e vice eleitos em sufrágio universal                 | [ 13 ]                                     |
| 21                                         | Elói João Zanella                          | PFL                                        | Narciso Paludo                                  | 1º de janeiro de 1989                      | 31 de dezembro de 1992                     | Prefeito e vice eleitos em sufrágio universal                 | [ 14 ]                                     |
| 22                                         | Antônio Carlos Dexheimer Pereira da Silva  | PMDB                                       | Luiz Francisco Schmidt (PDT)                    | 1º de janeiro de 1993                      | 31 de dezembro de 1996                     | Prefeito e vice eleitos em sufrágio universal                 | [ 15 ]                                     |
| 23                                         | Luiz Francisco Schmidt                     | PDT                                        | Clodomiro Fioravante (PT)                       | 1º de janeiro de 1997                      | 31 de dezembro de 2000                     | Prefeito e vice eleitos em sufrágio universal                 | [ 16 ]                                     |
| 24                                         | Elói João Zanella                          | PP                                         | Luiz Antônio Tirello (PTB)                      | 1º de janeiro de 2001                      | 31 de dezembro de 2004                     | Prefeito e vice eleitos em sufrágio universal                 | [ 17 ]                                     |
| 24                                         | Elói João Zanella                          | PP                                         | Luiz Antônio Tirello (PTB)                      | 1º de janeiro de 2005                      | 31 de dezembro de 2008                     | Prefeito e vice reeleitos em sufrágio universal               | [ 18 ]                                     |
| 25                                         | Paulo Pólis                                | PT                                         | Ana Lúcia Silveira de Oliveira (PMDB)           | 1º de janeiro de 2009                      | 31 de dezembro de 2012                     | Prefeito e vice eleitos em sufrágio universal                 | [ 19 ]                                     |
| —                                          | Lucas Farina                               | PT                                         | —                                               | 1º de janeiro de 2013                      | 1º de março de 2013                        | Presidente da Câmara de Vereadores                            | [ 25 ]                                     |
| 26                                         | Paulo Pólis                                | PT                                         | Ana Lúcia Silveira de Oliveira (PMDB)           | 1º de março de 2013                        | 31 de dezembro de 2016                     | Prefeito e vice eleitos em sufrágio universal                 | [ 26 ]                                     |
| 27                                         | Luiz Francisco Schmidt                     | PSDB                                       | Marcos Antonio Lando (PDT)                      | 1º de janeiro de 2017                      | 31 de dezembro de 2020                     | Prefeito e vice eleitos em sufrágio universal                 | [ 27 ]                                     |
| 28                                         | Paulo Pólis                                | MDB                                        | Flávio Tirello (PSB) até 2022, (PSDB) após 2025 | 1º de janeiro de 2021                      | 31 de dezembro de 2024                     | Prefeito e vice eleitos em sufrágio universal                 | [ 28 ]                                     |
| 28                                         | Paulo Pólis                                | MDB                                        | Flávio Tirello (PSB) até 2022, (PSDB) após 2025 | 1º de janeiro de 2025                      | Atualidade                                 | Prefeito e vice reeleitos em sufrágio universal               | [ 29 ]                                     |